# TÁRKI Társadalomkutatási Intézet
A TÁRKI Társadalomkutatási Intézet egy Budapesten, Magyarországon működő független kutatóintézet.
Alkalmazott társadalomtudományi kutatásokat végez a társadalmi rétegződés, a munkaerőpiac, a jövedelemeloszlás, a generációk közötti transzferek, az adórendszerek, a fogyasztási és életmódminták és attitűdök terén Magyarországon és Európában. Megrendelői hazai és nemzetközi közintézmények, kutatási szervezetek, vállalatok. A TÁRKI aktív nemzetközi szinten egyaránt, számos európai és nemzetközi együttműködésnek tagja, valamint jó kapcsolatot ápol nyugat-európai, észak-amerikai, távol-keleti kutatóintézetekkel, kutatókkal és akadémiai partnerekkel. A TÁRKI saját terepmunka apparátussal rendelkezik, amely alkalmas a társadalmi szerkezet és attitűdök rendszeres empirikus felmérésére, valamint nagyszabású nemzetközi kutatások lebonyolítására. A TÁRKI emellett számos nemzetközi felmérés hazai terepmunkáját is végzi.
A TÁRKI Közép-Európa első magán kutatóintézete, amelyet 1985-ben Kolosi Tamás, a társadalmi rétegződés és a társadalmi egyenlőtlenségek elismert hazai és nemzetközi kutatója alapított. 1998 óta Tóth István György a TÁRKI Intézet Zrt. vezérigazgatója.

## A TÁRKI Csoport
A TÁRKI Társadalomkutatási Intézet a TÁRKI Csoport tagja.
A TÁRKI Csoport tagjai:
- TÁRKI Társadalomkutatási Intézet Zrt.,
- TÁRKI Alapítvány és
- Kopint-TÁRKI Zrt.

A TÁRKI Alapítvány működteti a TÁRKI Adatbankot, ami az elmúlt két évtizedben több, mint 900 db másodelemzésre kész, kutatási adatbázist archivált és tett elérhetővé.
A TÁRKI Alapítvány az adatbankon keresztül jelenleg három nemzetközi adatszervezetnek tagja: 
- az IFDO-nak (International Federation of Data Organizations);
- CESSDA-nak (Council of European Social Science Data Archives);
- ICPSR-nak (Inter-university Consortium for Political and Social Research),

mely szervezetek tagjai közötti ingyenes adatcsere-szolgáltatás lehetővé teszi a külföldi adatbankokban tárolt kutatásokhoz való hozzáférést.
A TÁRKI Alapítvány működteti a magyar nemzeti társadalomtudományi adatarchívumot, és tagja az Európai Társadalomtudományi Adattárak Tanácsának (CESSDA). A TÁRKI rendszeres közvélemény-kutatásokat is végez Magyarországon.

## Története
| 1985 | Megalakult a TÁRKI Társadalomtudományi Adatarchívum.                                            |
| 1991 | Új kérdezői hálózat szervezése.                                                                 |
| 1998 | Az Intézet magántulajdonú, profitorientált, munkavállalói tulajdonú részvénytársasággá alakult. |
| 2007 | Megalakult a KOPINT-TÁRKI Gazdaságkutató Intézet Kft.                                           |

## Főbb tevékenységi területei
A TÁRKI több évtizede van jelen a hazai és nemzetközi empirikus társadalomkutatásban. Kiemelt kutatási területei közé tartozik a társadalmi rétegződés és mobilitás, a munkaerőpiac, a jövedelmi eloszlás, a fogyasztás és életstílus, valamint a társadalmi attitűdök vizsgálata. Az utóbbi években egyre több európai összehasonlító kutatást végez az Európai Unió szervezetei és más megrendelők megbízásából. Eredményeit a Társadalmi Riport mellett publikációiban teszi közzé. 
A TÁRKI kutatási profilja megalakulása óta az évek során részben átalakult.
- a társadalmi rétegződés és a gazdasági tevékenységek makro-mikro vonatkozásaitól
- az akadémiai kutatás fókuszától az alkalmazott társadalomtudomány felé
- a tiszta szociológiaitól a társadalmi-gazdasági módszerekig
- Az Intézet 2005-ben az európai összehasonlító kutatásra helyezte a hangsúlyt. Az ehhez a fiókhoz kapcsolódó tevékenységek az Intézet kutatási portfóliójának mintegy felét teszik ki.

## Európai kutatási projektek[7]
STRIDE, SPES, SWINS, Infra4NextGen, KIDS4ALLL, Pioneered, FRA Roma Survey 2020, UPLIFT, EUROSHIP, R-HOME, INGRID Archiválva 2023. június 8-i dátummal a Wayback Machine-ben, InGRID-2, IPOLIS, CEASEVAL Archiválva 2023. május 22-i dátummal a Wayback Machine-ben, PRIVMORT, STYLE, EUROMOD, 

## Nemzetközi partnerek
- Luxembourg Income Study (LIS)
- International Social Survey Programme (ISSP)
- European Network of Economic Policy Research Institutes (ENEPRI)
- Inequality Watch, European Observatory of Inequalities

## Publikációk
Társadalmi Riport: Tanulmányok gyűjteménye a magyarországi társadalmi trendekről. Az első Társadalmi Riport 1990-ben jelent meg, és azóta kétévente megjelenik magyarul és időszakosan angolul is. A kutatási jelentésekről a hazai média széles körben beszámol, amelyről gyakori a közéleti vita.
TÁRKI Háztartás Monitor: A kétévenkénti keresztmetszeti TÁRKI Háztartási Monitor felmérésből gyűjtött adatok elemzései.
A TÁRKI Társadalomkutatási Intézet Zrt munkatársai rendszeresen megnyilvánulnak szakmai kérdésekben és adnak interjúkat hazai és külföldi médiumoknak.

## Kutatók[9]
| Név                    | Dátum | Aktuális pozíció       | Főbb kutatási területek |
| ---------------------- | ----- | ---------------------- | --- |
| Kolosi Tamás           | 1985- | alapító és elnök       | társadalmi rétegződés, társadalmi szerkezet, egyenlőtlenségek, értékorientációk |
| Tóth István György     | 1994- | vezérigazgató          | jövedelemeloszlás, szociálpolitika, egyenlőtlenségek |
| Szivós Péter           | 1997- | ügyvezető igazgató     | társadalmi kirekesztés, szegénység, szociálpolitikai értékelés, mikroszimuláció |
| Gábos András           | 2000- | vezető kutató          | a generációk közötti transzferek termékenységi hatásai, a gyerekek költségei, a családpolitikák munkára ösztönző hatásai, a szegénység (különösen a gyermekszegénység), a jövedelmi egyenlőtlenségek |
| Péter Róbert           | 1985- | tudományos főmunkatárs | társadalmi mobilitás, oktatás, élethosszig tartó tanulás, foglalkoztatás |
| Bernát Anikó           | 2002- | kutató                 | migráció, fogyatékkal élők, kisebbségek, romák, gyermekszegénység |
| Medgyesi Márton        | 2000- | vezető kutató          | szociálpolitika, generációk közötti transzferek, jövedelmi egyenlőtlenségek |
| Branyiczki Réka        | 2015- | kutató                 | társadalmi kohézió és egyenlőtlenség, öregedés, Egészségügyi és Nyugdíjas felmérés |
| Szabó Orsolya          | 2016- | kutató                 | oktatási egyenlőtlenségek |
| Tomka Zsófia           | 2020- | junior kutató          | jövedelmi egyenlőtlenségek, szociálpolitika hatásai, etnikai kisebbségek vizsgálata |
| Lőrincz Borbála        | 2021- | kutató                 | oktatási egyenlőtlenségek, szociálpolitika |
| Byambasuren Dirnjambuu | 2024- | kutató                 | jövedelmi egyenlőtlenségek |
| Bremer Dániel          | 2025- | kutatási asszisztens   | egyenlőtlenségkutatás |

## Fordítás
Ez a szócikk részben vagy egészben  a   TARKI Social Research Institute című angol Wikipédia-szócikk ezen változatának fordításán alapul.  Az eredeti cikk szerkesztőit annak laptörténete sorolja fel. Ez a jelzés csupán a megfogalmazás eredetét és a szerzői jogokat jelzi, nem szolgál a cikkben szereplő információk forrásmegjelöléseként.